# Marina Rosjtsja (metrostation Moskou)
Marina Rosjtsja (Marina Bosjes Russisch: Марьина роща ) is een station aan de Ljoeblinsko-Dmitrovskaja-lijn van de Moskouse metro. Het is genoemd naar het gelijknamige rayon waar het ligt. Vanaf de opening op 19 juni 2010 tot de verdere verlenging van de lijn op 16 september 2016 was het het noordelijke eindpunt van de lijn.

## Geschiedenis
In 1940 werd een tracévariant voor de ringlijn voorgesteld met een station bij Marina Rosjtsja. Bij de vaststelling van het tracé van de ringlijn (Koltsevaja-lijn) in 1943 werd echter gekozen voor de kortste weg tussen Beloroesskaja en Komsomolskaja zodat twee kopstations en Marina Rosjtsja geen metrostation kregen. In de periode na de Tweede Wereldoorlog werden verschillende noord-zuid routes voorgesteld die allemaal ten westen of ten oosten van Marina Rosjtsja liepen. Het duurde tot 1984 voor er een noord-zuid route, de Ljoeblinsko-Dmitrovskaja-lijn, via Marina Rostjsja werd voorgesteld. De tracévariant van de ringlijn uit 1940 werd op 28 juni 2011 opgenomen als noordelijk deel van de Grote Ringlijn zodat ook het oost-west lopende traject alsnog werd gerealiseerd. De bouw van de Dmitrovsko-radius, het deel van de lijn ten noorden van Koerskaja, begon al in de jaren 90 van de twintigste eeuw. Door de Roebelcrisis werden de werkzaamheden stilgelegd en pas vanaf 2007 hervat. 
Voor de aanleg van een toegangsschacht voor de roltrappen kocht de aannemer Metrostroi een speciale tunnelboormachine bij het Canadese Lovat inc. Het begin van de werkzaamheden op 29 augustus 2008 werd opgeluisterd met een ceremonie. De schacht was op 30 januari 2009 gereed, maar in april 2009 werd bouw stilgelegd door een gebrek aan bekostiging. In januari 2010 werd de ruwbouw van het station alsnog opgeleverd maar de geplande opening op 15 mei 2010, de 75e verjaardag van de metro, kwam te vroeg. De afwerking van de verdeelhallen en roltrappen was pas op 25 mei gereed en de proefritten begonnen op 9 juni. Uiteindelijk werd het station op 19 juni 2010 geopend in het bijzijn van burgemeester Loezjkov en metrodirecteur Gajev. Hierbij werd ook het prototype 81-760/761 van een nieuwe reeks metrostellen getoond. De burgemeester en de directeur schreven in het gastenboek:
De Moskovieten en bezoekers aan Moskou worden gefeliciteerd met hun nieuwe aanwinst; twee prachtige metrostations Dostojevskaja en Marina Rosjtsja. Dank aan de bouwers die perfect werk geleverd hebben. Het bleek het laatste station van Loezjkov en Gajev, ze werden respectievelijk in september 2010 en februari 2011 ontslagen. 

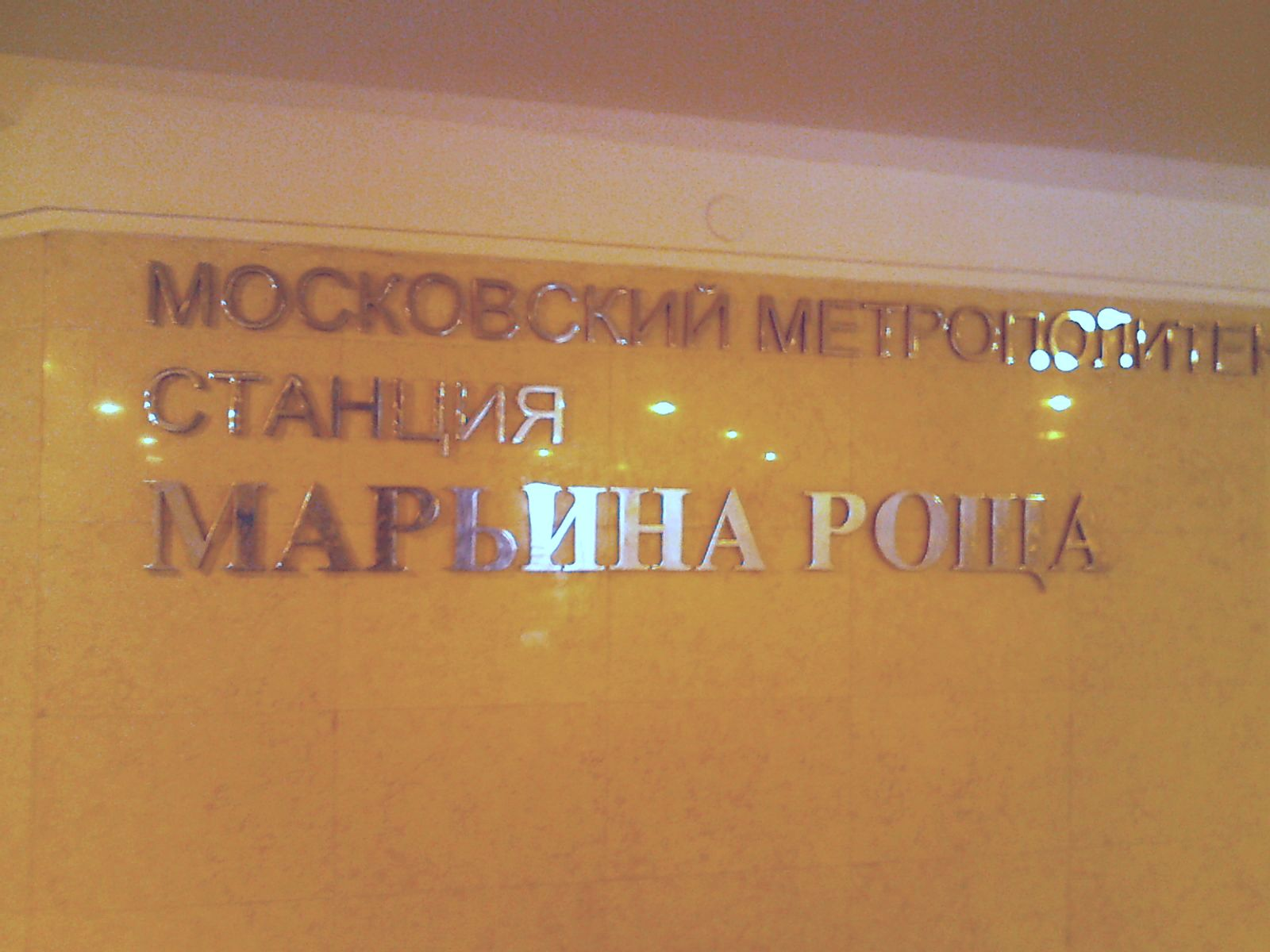
De naam op de gevel van het station
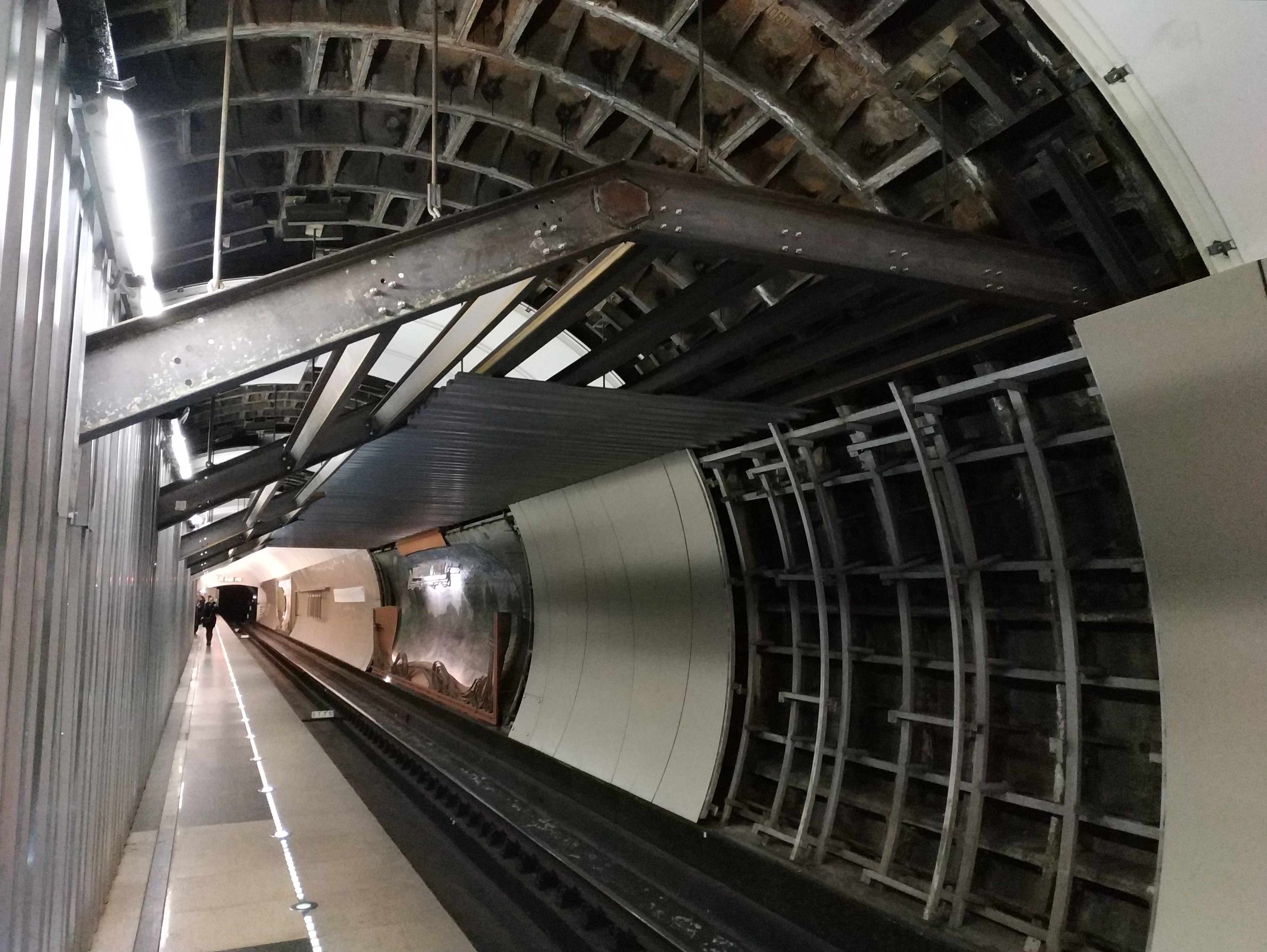
De trappen voor de overstappers in aanbouw

## Ontwerp en inrichting
Het pylonenstation op 60 meter diepte heeft een middenhal met een diameter van 9,5 meter en twee perronhallen aan de zijkanten met een diameter van elk 8,5 meter. De scheiding tussen de middenhal en de perrons bestaat uit negen pylonen van 6,759 meter lang, tussen de pylonen zijn doorgangen van 3,75 meter breed. De verlichting is aangebracht op de kroonlijsten aan de onderkant van de gewelven. De pylonen zijn bekleed met licht en donker marmer zodat ze minder massief overkomen. De tunnelwanden zijn bekleed met beige aluminium platen. Boven de kopse kanten van de middenhal en op de tunnelwanden zijn afbeeldingen aangebracht van de Marina Bosjes, het landgoed van graaf Sjeremetjev dat hier vroeger iets ten noorden van Moskou lag. De afbeeldingen zijn gemaakt door de volkskunstenaar van de Russische Federatie, S.V. Gorjajev. De pylonen zijn in de vloer omzoomd met donkerbruin graniet terwijl de rest van de vloer bestaat uit gepolijst beige graniet. In de perronranden zijn LED-stroken aangebracht om de veilige afstand aan te geven.  Aanvankelijk was alleen de zuidelijke verdeelhal bij het kruispunt van de Sjeremetjevskajastraat en de Soetsjevski-Val met toegangen aan weerszijden van de Sjeremetjevskajastraat. In oktober 2010 werd begonnen met de bouw van de noordelijke verdeelhal met een toegang voor het Satiricontheater en jeugdcentrum “Planeet KVN” op de hoek van de 4e Marina Rostjsjadwarsstraat en de Sjeremetjevskajastraat. Boven het station werd op verzoek van bewoners het terrein ingericht met grasvelden, bomen en struiken. Daarnaast werd het straatmeubilair vervangen en de bestrating opgeknapt. Begin 2017 werd begonnen met de bouw van het station aan de Grote Ringlijn dat op 1 maart 2023 werd geopend. Ten behoeve van de overstappers is een verbindingstunnel aangelegd die via trappen over het oostelijke spoor met de middenhal is verbonden.     

## Reizigersverkeer
Ten noorden van het perron ligt een doodlopend keerspoor waar de metro's keerden tot de verdere verlenging van de lijn. Sindsdien wordt het gebruikt door versterkingsritten en als opstelspoor tijdens de nacht. Rezigers in noordelijke richting kunnen op even dagen vanaf 5:58 uur instappen op oneven dagen is dit al om 5:47 uur. Richting het centrum vertrekt de metro op even dagen om 5:40 uur en op oneven dagen om 5:55 uur. Op 1 maart 2023 werd het dieper gelegen station Marina Rosjtsja aan de Grote Ringlijn geopend. Een dag later gevolgd door het 100 meter noordelijker gelegen bovengrondse station Marina Rosjtsja van het stadsgewestelijk net. Aanvankelijk werd dit bediend door de MCD-2, sinds 9 september 2023 doet ook de MCD-4 dit station aan. 